# 関電システムズ
株式会社関電システムズ（かんでんシステムズ、英:  Kanden Systems Inc.）は、大阪府大阪市北区に本社を置く、日本のシステムインテグレーター（ユーザー系）である。関西電力の子会社。

## 沿革
- 1967年（昭和42年）4月 - 関電情報システムの前身・株式会社関西総合電子計算センター設立。
- 1986年（昭和61年）5月 - 株式会社関西テレコムテクノロジー設立。
- 2004年（平成16年）10月 - 関電情報システムと関西テレコムテクノロジーが合併し、関電システムソリューションズ株式会社設立。
- 2007年（平成19年）
  - 3月 - 経済産業省特定システムオペレーション企業等認定を受ける。
  - 7月 - 株式会社ケイ・スクエアを吸収合併。
- 2011年（平成23年）
  - 6月 - CMMIレベル3達成。
  - 12月 - 第3データセンターの稼動を開始。
- 2013年（平成25年） - 関西電力の基幹重点情報システム再構築
- 2017年（平成29年）10月 - 関西コンピューターサービス株式会社を合併。
- 2018年（平成30年）4月 - 株式会社パシフィックビジネスコンサルティングを子会社化。
- 2019年（平成31年）4月 - 外販・ITインフラ事業部門の分社化（株式会社オプテージへ一部事業を移管）により株式会社関電システムズに商号変更。[1][2]
- 2022年（令和4年）10月 - 本社を関電ビルディングに移転。

## 事業所
- 本社（関電ビルディング）：　大阪市北区中之島
- 中之島センタービル：　大阪市北区中之島
- 中之島インテスビル：　大阪市北区中之島
- 鳴尾ビル：　西宮市笠屋町
- 若狭営業所：　福井県三方郡美浜町

## 認定
- ISO 9001認証（ISO 9001:2015）
- ISO/IEC 27001認証（ISO/IEC 27001:2013）
- ISO/IEC 20000-1認証（ISO/IEC 20000-1:2011）
- CMMI-レベル3（DEV v1.3）
- プライバシーマーク認定 （JIS Q 15001:2006準拠）

## 事業概要
- 業務パッケージ

会計／人事給与システム、販売・生産管理システム、EC／eCRM、eSCM、SFA
- ナレッジ

統合文書管理サービス、ポータルサイト構築
- データセンター
- 情報セキュリティコンサルティング
- ネットワークインテグレーション
- 病院IT支援
- 水道料金システム
- JSOX法対応

## グループ企業
- 関西レコードマネジメント株式会社
- 中央コンピューター株式会社